# Родовое проклятие
«Родово́е прокля́тие» (англ. Kindred) — британский детективный драматический фильм ужасов 2020 года, написанный и снятый Джо Маркантонио, с Тамарой Лоуренс, Джеком Лоуденом и Фионой Шоу в главных ролях. Премьера фильма состоялась на Монтклерском кинофестивале в кинотеатре в 2021 году.

## Сюжет
Будущая мать Шарлотта, получив известие о том, что её парень Бен внезапно погиб в результате несчастного случая, падает в обморок. Она приходит в себя в старинном поместье родителей Бена. Мать Бена Маргарет и его сводный брат Томас намерены заботиться о ней до рождения ребенка. Страдая от галлюцинаций, вызванных беременностью, а также зная, что её парень не вернется, Шарлотта принимает их помощь. Но по мере того, как проходит время и её видения усиливаются, Шарлотта начинает подозревать, что намерения семьи не так хороши, как кажется.

## В ролях
- Тамара Лоуренс — Шарлотта
- Фиона Шоу — Маргарет
- Джек Лауден — Томас
- Эдвард Холкрофт — Бен
- Хлоя Пирри — Джейн
- Антон Лессер — доктор Ричардс
- Наталья Кострцева — Бетти
- Киран Соня Савар — Линси
- Найри Ергаинхарсян — доктор Риос
- Майкл Нардоне — Джордж
- Тойя Францен — врач в клинике

## Релиз
Фильм вышел в прокат в некоторых кинотеатрах и на VOD и цифровых платформах в США 6 ноября 2020 года.

## Реакция
На сайте-агрегаторе Rotten Tomatoes фильм имеет рейтинг 69%. Консенсус сайта гласит: «Натуралистический подход „Родового проклятия“ может разочаровать зрителей, ищущих внезапных пугалок, но эта психологическая история ужасов накладывает свои собственные мрачные чары». Кейт Эрбланд из IndieWire поставила фильму оценку В.
Оуэн Глейберман из Variety дал фильму положительную рецензию и написал: «Родовое проклятие — это демонстрация того, как натуралистичный фильм ужасов может получиться производным, самым вопиющим и бесстыдным образом, и всё равно сработать».
Дэвид Руни из The Hollywood Reporter также дал фильму положительную рецензию и написал: «Маркантонио демонстрирует уверенность и зрелость в своем выборе. Здесь нет дешёвых скримеров или потрясений, просто тошнотворное чувство, которое проникает под кожу и остается там в фильме, известном своим устойчивым настроением».